# Mona Mahmudnizhad
Mona Mahmudnizhad (persiano:مونا محمود نژاد; Yemen, 10 settembre 1965 – Shiraz, 18 giugno 1983) è stata un'attivista iraniana di fede bahá'í che, nel 1983, insieme ad altre nove donne della stessa fede, fu condannata a morte e impiccata a Shiraz, in Iran, con l'accusa di essere membro della Fede bahá'í.  Aveva 17 anni. Le accuse ufficiali andavano dall'"ingannare bambini e giovani" all'essere "sionisti", dato che il Centro Mondiale Bahá'í si trova in Israele.
La Mona Foundation, un'organizzazione no-profit che si occupa dell'istruzione delle ragazze, è stata intitolata a lei nel 2001. Il quarantesimo anniversario dell'esecuzione è stata l'occasione della campagna globale #OurStoryIsOne nel 2023.

## Biografia
Mahmudnizhad nacque il 10 settembre 1965 da Yad'u'llah e Farkhundeh Mahmudnizhad, che avevano lasciato la loro casa in Iran per insegnare la religione nel sud-ovest dello Yemen (all'epoca parte della Federazione dell'Arabia del Sud). Era la seconda figlia della famiglia. La prima figlia, Taraneh, aveva sette anni al momento della nascita di Mona, e Mona trascorse i suoi primi quattro anni nello Yemen. All'età di due anni è sopravvissuta a un incidente d'auto senza gravi ferite.
Nel 1969, il governo dello Yemen del Sud espulse tutti gli stranieri e la famiglia Mahmudnizhad tornò in Iran. Trascorsero due anni a Isfahan, sei mesi a Kermanshah e tre anni a Tabriz prima di stabilirsi definitivamente a Shiraz nel 1974. Durante questo periodo, suo padre lavorò riparando piccoli elettrodomestici e servì la comunità bahá'í in vari organi amministrativi bahá'í.

## Arresto, condanna e morte
Sebbene i baha'i abbiano subito regolari persecuzioni in Iran, le persecuzioni si sono sistematicamente intensificate nel corso della rivoluzione islamica del 1979. Alle 7,30 del mattino del 23 ottobre 1982, quattro Guardie Rivoluzionarie armate entrarono nella casa della famiglia Mahmudnizhad per conto del procuratore di Shiraz e la perquisirono alla ricerca di documenti bahá'í. Dopo la perquisizione, hanno preso in custodia Mona e suo padre. I due sono stati bendati e portati nella prigione di Seppah a Shiraz, dove sono stati collocati in reparti separati. Mahmudnizhad è stata detenuta nella prigione di Seppah per un totale di 38 giorni.
Il 29 novembre 1982 lei e altre cinque donne baha'i furono trasferite dalla prigione di Seppah alla prigione di Adelabad (sempre a Shiraz). Dopo un po' di tempo nel carcere di Abelabad, è stata portata al Tribunale Rivoluzionario Islamico per essere interrogata e poi riportata in prigione. Pochi giorni dopo, è stata nuovamente portata fuori dal carcere e interrogata alla presenza di una Guardia Rivoluzionaria Islamica.  Dopo una serie di interrogatori, alcuni dei quali sotto tortura fisica, Mahmudnizhad fu riconosciuta colpevole e condannata a morte per impiccagione. Al momento della sentenza, il presidente degli Stati Uniti, Ronald Reagan, presentò una petizione per la clemenza. Ciononostante, la sentenza sulle dieci donne fu eseguita la notte del 18 giugno 1983 in un vicino campo da polo.
I nomi e l'età delle altre donne che furono impiccate insieme a Mahmudnizhad furono:
- Nusrat Yalda'i, 54 anni
- 'Izzat Janami Ishraqi, 50 anni
- Roya Ishraqi, 23 anni e figlia di 'Izza
- Tahirih Siyavushi, 32 anni
- Zarrin Muqimi, 28 anni
- Shirin Dalvand, 25 anni
- Akhtar Sabit, 19 o 20 anni
- Simin Saberi, 20 anni
- Mahshid Nirumand, 28 anni

Nel settembre 2007, il Centro iraniano di documentazione sui diritti umani ha pubblicato uno studio sulla vicenda.
La storia di Mona assunse un grande significato simbolico perché aveva solo 17 anni al momento del suo arresto. Questo la rese la più giovane delle 10 donne che divennero note come gli "Angeli di Shiraz". Molte delle loro testimonianze negli interrogatori sono state tramandate e servono come prova della forza e del coraggio indomabili dei giovani di fronte alla brutalità del regime iraniano e come fonte di ispirazione per molte persone in tutto il mondo.
La storia di Mahmudnizhad è il soggetto di diverse opere artistiche. Il musicista Doug Cameron ha presentato la storia di Mahmudnizhad in un video musicale: Mona with the Children, che è entrato nelle classifiche pop in Canada (numero 14 nella settimana del 19 ottobre 1985). Il video si è diffuso in tutta la scena musicale e ha sensibilizzato l'opinione pubblica sulla situazione dei diritti umani in merito alla persecuzione dei baha'i in Iran. 
È stata prodotta un'opera teatrale basata sul racconto di Mahmudnizhad intitolata A Dress for Mona e nel 2008 Jack Lenz ha prodotto un film intitolato Mona's Dream, che ha vinto un premio nel 2010. Le sue foto sono presenti anche nel video Quenching The Light di Mithaq Kazimi.